# Kliopsyllus runtzi
Kliopsyllus runtzi is een eenoogkreeftjessoort uit de familie van de Paramesochridae. De wetenschappelijke naam van de soort is voor het eerst geldig gepubliceerd in 1974 door Soyer.